# Msambara
Msambara è una circoscrizione rurale (rural ward) della Tanzania situata nel distretto urbano di Kasulu, regione di Kigoma. Conta una popolazione di 22 391 abitanti (censimento 2012).